# カール・アメンダ
カール・フリードリヒ・アメンダ（Carl Friedrich Amenda もしくは Karl Ferdinand Amenda, 1771年10月4日 - 1836年3月8日）は、バルト・ドイツ人の神学者、ヴァイオリニスト。ルートヴィヒ・ヴァン・ベートーヴェンの友人の中でも特に著名かつ重要な人物として知られる。

## 生涯
アメンダはクールラントのLipaiķi（現ラトビア、トゥルラヴァ）に生まれた。イェルガヴァの高校で学び、1792年から1795年にかけてイェーナ大学で神学を修めた。その後は音楽家として演奏旅行を行い、とりわけローザンヌ、フランクフルト、コンスタンツといった都市で演奏会を開いた。1798年の春にウィーンへと到着、翌1799年の7月または8月まで留まった。そこでの彼の役割はロプコヴィッツ公爵の朗読者であったが、まもなくコンスタンツェ・モーツァルトの子どもたちの家庭教師をするようになり、そうした折にベートーヴェンと面識を得た。その後リガを経由して帰郷する。1800年から1801年にはWirbenで家庭教師として働き、1802年にスイス人のジャネッテ・ブノワと結婚した。1802年以降はタルシで牧師となり、1821年にはカンダバ教区のプロボスト、1830年に長老会の議員に任命された。
アメンダの墓地はタルシから南東に3キロメートルの小高い丘の上にあり、小さな町の観光名所となっている。
タルシでは2005年からの毎年、「アメンダ音楽祭」が開催されている。

## ベートーヴェンとの友情
アメンダのウィーン滞在中に気の置けない交友関係を持つに至ったベートーヴェンは、1799年6月25日に彼へ弦楽四重奏曲第1番 作品18-1の初期稿を捧げている。第1ヴァイオリンのパート譜表紙には次のように書かれている。

親愛なるアメンダ！この四重奏を我々の友情の小さな証として受け取ってくれたまえ、（そして）これを弾いたらいつでも、共に過ごした日々と君への偽りなき友情をその時に思い返してほしい。そして私はいつもそう感じていくことだろう。

君の温かき真の友、
—ルートヴィヒ・ヴァン・ベートーヴェン

2人はその後も数多くの書簡のやり取りを通じて交流を続けた。1801年7月1日の手紙においてベートーヴェンはアメンダに初めて初期の難聴のことを告白している。アメンダは1806年1月15日に2人の共通の知人であるヨハン・アンドレアス・シュトライヒャーに宛てて、ベートーヴェンとの友情をこう記している。「この人にであれば自分の全人生を捧げても構わないと思っていた。」